# Alexandru Zaharia
Alexandru Zaharia (sinh ngày 25 tháng 5 năm 1990) là một cầu thủ bóng đá người România thi đấu ở vị trí tiền vệ chạy cánh trái cho câu lạc bộ Liga I CSM Politehnica Iași.